# Before You Walk Out of My Life
"Before You Walk Out of My Life" é uma canção da cantora de R&B norte-americana Monica. Foi escrita por Andrea Martin, Carsten Schack e Kenneth Karlin, com produção da dupla Soulshock & Karlin. Inicialmente foi feita para o álbum Secrets (1996) da cantora Toni Braxton, que estava em produção na época, porém a música foi deixada de lado e acabou sendo gravada por Monica. A balada R&B foi lançada como o segundo single do álbum Miss Thang, em 3 de agosto de 1995, junto com "Like This and Like That" servindo como lado B do single.
Esse single junto com o seu anterior "Don't Take It Personal", fez Monica ser a cantora mais jovem a ter dois número um consecutivos na parada de R&B da Billboard, na época ela tinha quatorze anos.
O videoclipe do single foi dirigido por Kevin Bray e lançado em agosto de 1995.

## Desempenho
Nos Estados Unidos, "Before You Walk Out of My Life" tornou-se o segundo 1º lugar da Monica na Billboard Hot R&B Singles, passando duas semanas no topo. Também alcançou o top 10 na Billboard Hot 100, na Nova Zelândia, e na parada de singles de R&B do Reino Unido. Além disso, a música conseguiu a 38ª posição na tabela de final de ano da Billboard de 1996 e foi certificada com um disco de platina pela RIAA.

## Singles Lançados
CD Single no Reino Unido
| N.º | Título                                             | Duração |  |
| 1.  | "Before You Walk Out of My Life" (Radio Edit)      | 3:58    |  |
| 2.  | "Before You Walk Out of My Life" (Pete Rock Remix) | 4:56    |  |
| 3.  | "Before You Walk Out of My Life" (Tony Rich Remix) | 4:57    |  |
| 4.  | "Before You Walk Out of My Life" (Mike Dean Remix) | 4:55    |  |

CD Single nos Estados Unidos
| N.º | Título                                             | Duração |  |
| 1.  | "Before You Walk Out of My Life" (Album Version)   | 4:51    |  |
| 2.  | "Like This and Like That" (Album Version)          | 4:41    |  |
| 3.  | "Before You Walk Out of My Life" (Mike Dean Remix) | 4:54    |  |
| 4.  | "Like This and Like That" (All Star Mix)           | 4:34    |  |
| 5.  | "Before You Walk Out of My Life" (Pete Rock Remix) | 4:56    |  |

## Desempenho nas Paradas
| Chart (1995–1996)                            | Posição |
| -------------------------------------------- | ------- |
| Australia (ARIA)                             | 60      |
| Nova Zelândia (Recorded Music NZ)            | 8       |
| Escócia (Scottish Singles Chart)             | 78      |
| Reino Unido (UK Singles Chart)               | 22      |
| Reino Unido (UK Dance Chart)                 | 6       |
| Reino Unido (OCC UK R&B)                     | 3       |
| Estados Unidos (Billboard Hot 100)           | 7       |
| Estados Unidos (Billboard R&B/Hip-Hop Songs) | 1       |
| Estados Unidos (Billboard Mainstream Top 40) | 30      |
| Estados Unidos (Billboard Rhythmic)          | 6       |

## Certificações
| País                  | Certificação | Vendas     |
| --------------------- | ------------ | ---------- |
| Estados Unidos (RIAA) | Platina      | 1,000,000^ |